# Erlebnishaus Alte Schule

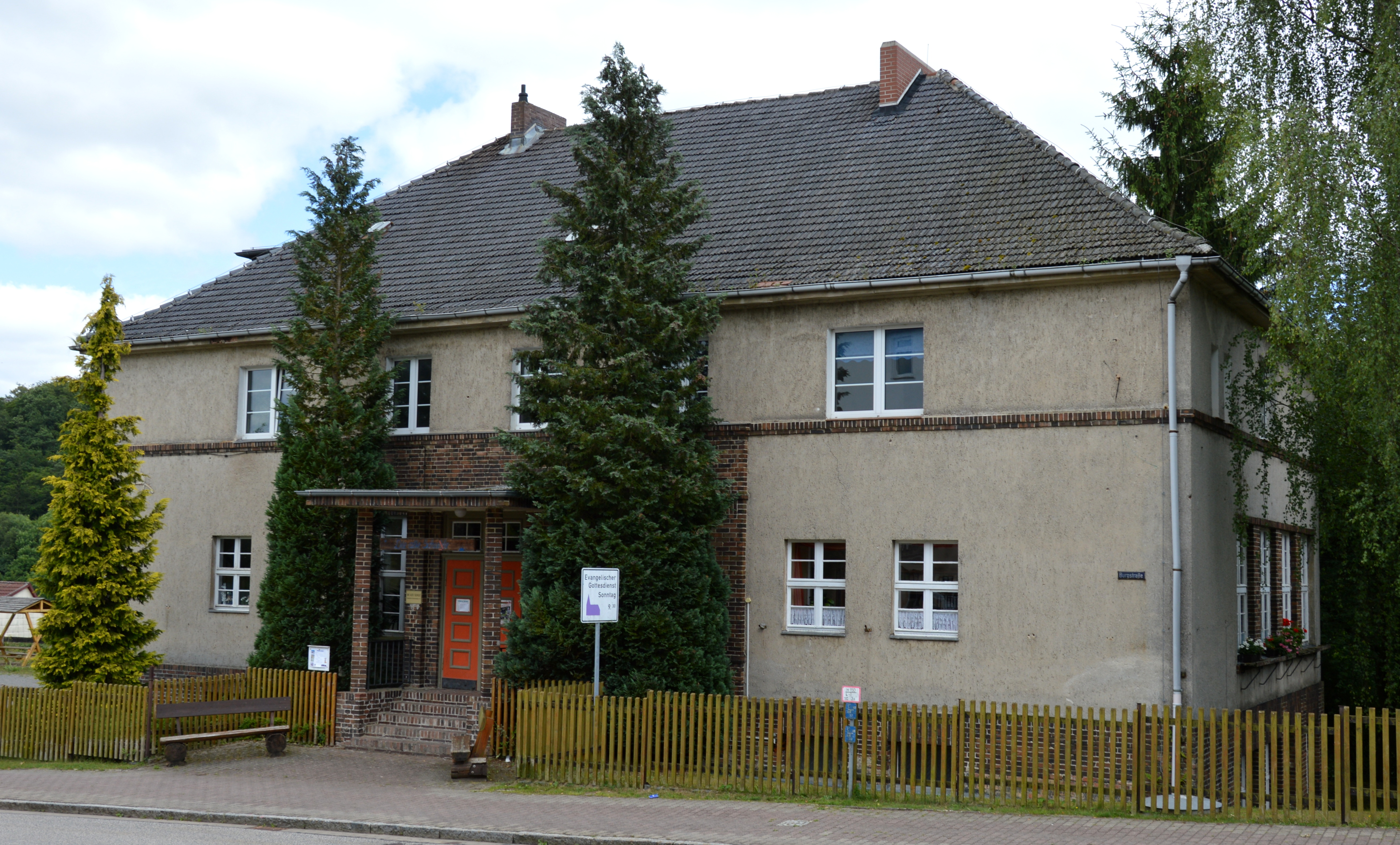
Erlebnishaus Alte Schule

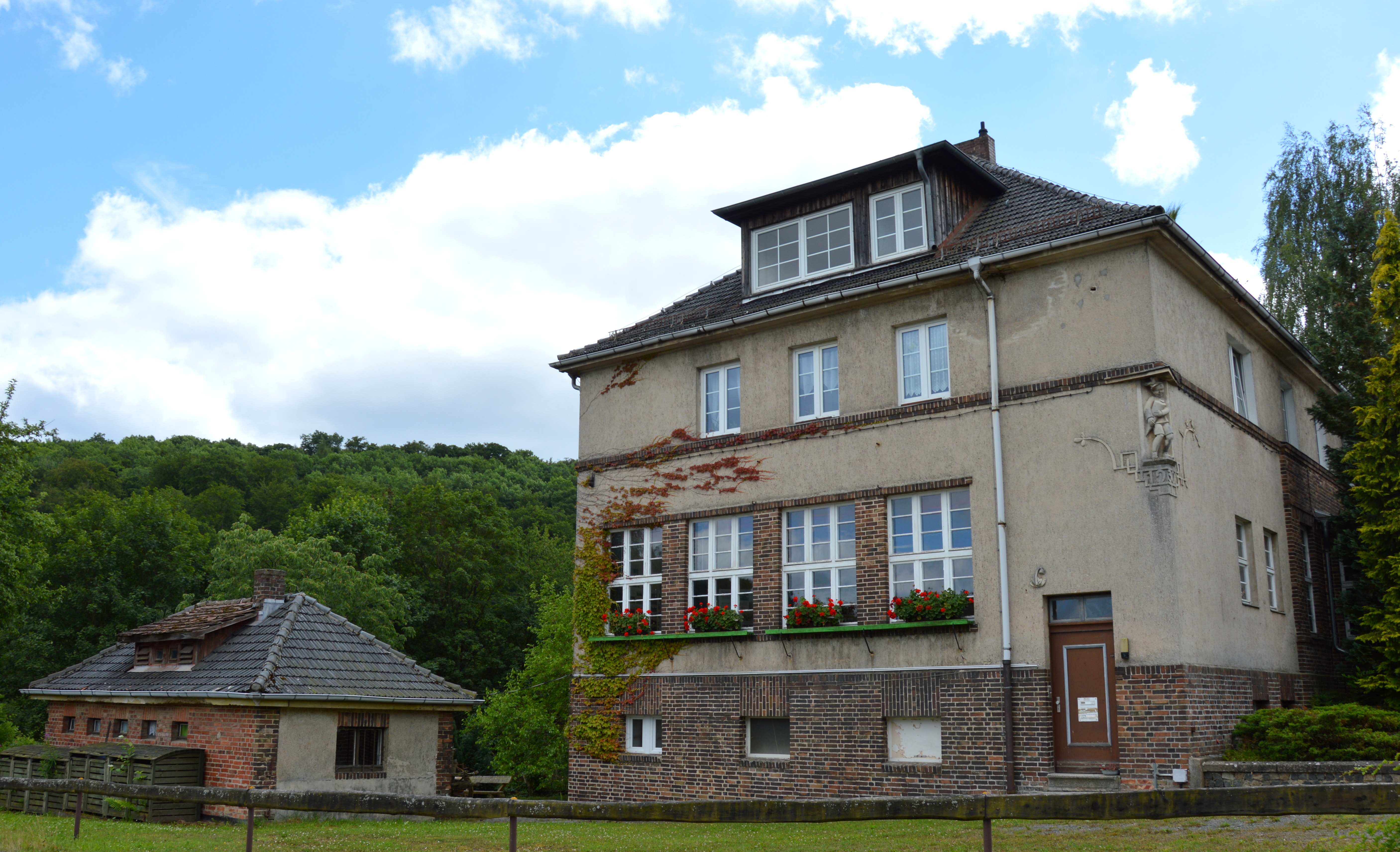
Blick von Nordosten

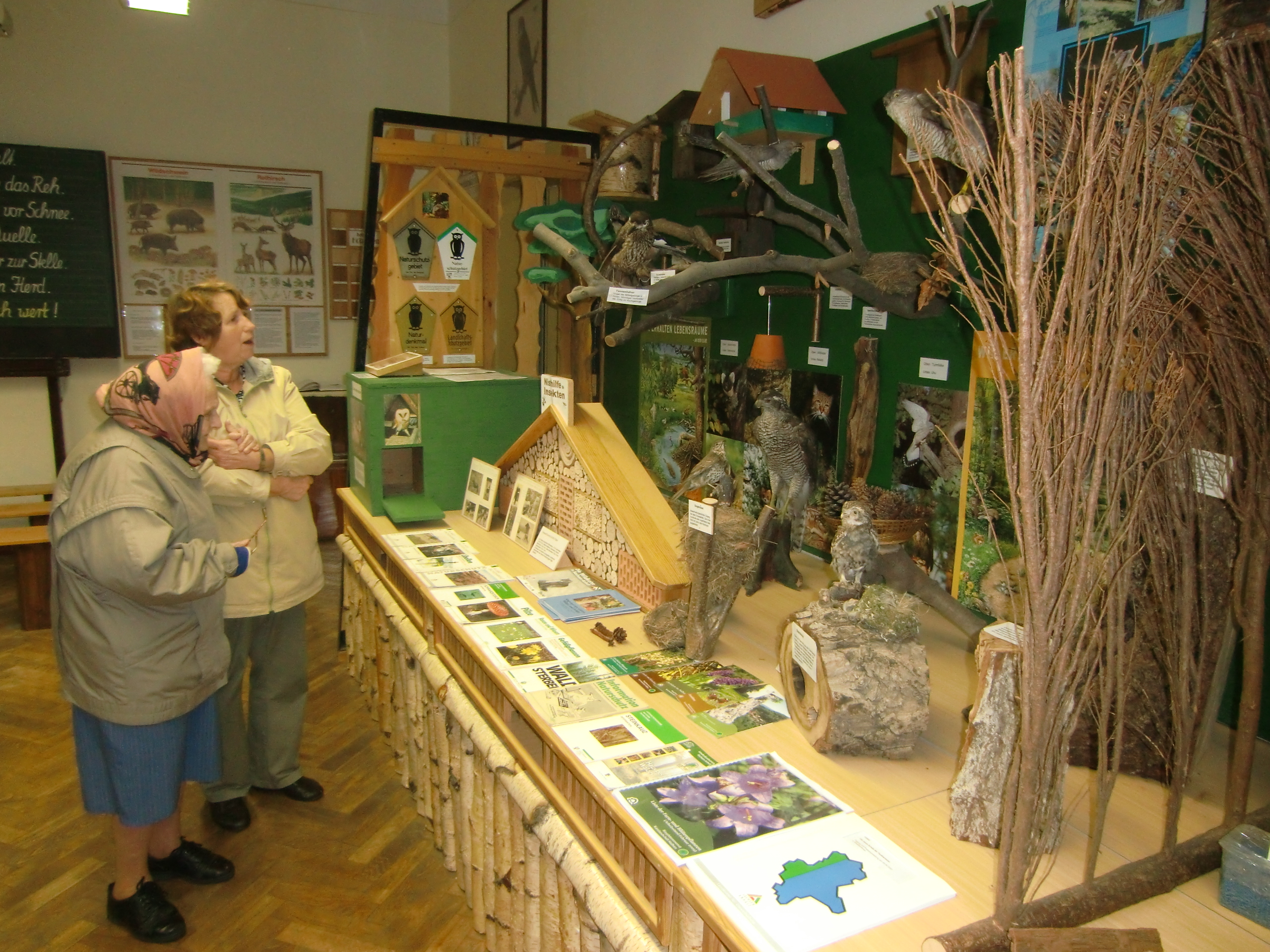
Ausstellung

Das Erlebnishaus Alte Schule ist ein denkmalgeschütztes Schulgebäude in der Ortschaft Güntersberge der Stadt Harzgerode im Harz in Sachsen-Anhalt. Heute dient es als Museum und Vereinshaus.

## Lage
Es befindet sich am westlichen Ortseingang von Güntersberge auf der Südseite der Burgstraße, über die die Bundesstraße 242 verläuft, an der Adresse Burgstraße 37a. Gegenüber dem Haus mündet die Hohe Straße auf die Burgstraße ein. Südwestlich liegt der Bergsee.

## Architektur und Geschichte
Das Schulgebäude wurde im Jahr 1930 errichtet. Der verputzte zweigeschossige Bau ruht auf einem backsteinsichtigen Sockel und ist zurückhaltend mittels Gesims und Fensterrahmungen gegliedert. Die Formensprache ist modern in der für die Bauzeit im ländlichen Raum typischen Gestaltung. Der straßenseitige Eingangsbereich wurde repräsentativ ausgestaltet. An der nordöstlichen Ecke des Hauses befindet sich unterhalb des Gesims die Skulptur eines eine Schultüte tragenden Kindes. Die Figur ist mit Verzierungen im Stil des Art déco umrahmt. Unterhalb ist die Datierung 1930 angegeben. Bedeckt ist das Gebäude mit einem Walmdach.
Das Gebäude ist nicht mehr als Schule in Gebrauch, sondern wird vom Förderkreis Güntersberge e.V. als Museum und Vereinshaus genutzt. Im Museum besteht das Waldkabinett, in dem der Harzer Wald und seine Flora und Fauna thematisiert werden. Weitere Ausstellungen befassen sich mit der Ortsgeschichte Güntersberges und der Schulgeschichte. Darüber hinaus wird eine 40 m² große Modelleisenbahnanlage der Spur H0 mit Streckenanlagen der Region gezeigt. Im Gebäude befindet sich auch eine Bibliothek.
Im örtlichen Denkmalverzeichnis ist die Schule unter der Erfassungsnummer 094 84955 als Baudenkmal verzeichnet.